# Kanal D
Kanal D (произн. Канал Де; полное название: тур. Kanal Doğan) — турецкий телеканал. Основан 16 сентября 1993 года в Стамбуле предпринимателями Айдыном Доганом и Айханом Шахенком. С 19 декабря 1993 года вещает на постоянной основе. С 1994 года входит в медиахолдинг Doğan Holding, возглавляемый турецким предпринимателем Айдыном Доганом.
C 2004 года вещает в формате цифрового вещания. Отдельный канал Euro D из Германии вещает на территорию Евросоюза. Является первым турецким телеканалом, приступившим к вещанию в формате высокой чёткости (HD). С 1 июля 2013 года вещает в широкоэкранном формате (16:9). В 2009 году был самым просматриваемым телеканалом в Турции.
Является одним из ведущих производителей турецких сериалов. Среди наиболее известных: «Тысяча и одна ночь», «В чём вина Фатмагюль?» (в российской версии «Без вины виноватая»), «Запретная любовь», «Север-Юг», «Аси», «Моя мама — волшебница», «Месть», «Мечтатели», «Как время летит», «Моя Родина — Это ты».